# Elizabete Azize
Elizabeth Azize (Manacapuru, 11 de janeiro de 1940), é uma professora, advogada, jornalista e política brasileira que foi deputada federal pelo Amazonas.

## Dados biográficos
Filha de Rafael Azize Abrahim e de Olga Azize Abrahim, é bacharel em direito pela Universidade Federal do Amazonas em 1964, com especialização pela Universidade de Lisboa em 1971. 
Juiza de direito, de 1966 a 1970,  e procuradora em Manaus, de 1971 a 1976, ingressou no Movimento Democrático Brasileiro (MDB) e foi eleita vereadora na Manaus e, a seguir, deputada estadual em 1978, sendo reeleita pelo Partido do Movimento Democrático Brasileiro (PMDB) em 1982.
Presidente da Assembleia Legislativa do Amazonas, de 1983 a 1985, foi aliada do governador Gilberto Mestrinho, com quem romperia por discordar da indicação de Amazonino Mendes como candidato governista ao Palácio Rio Negro, em 1986, mesmo ano em que uniu-se a Arthur Virgílio Neto na filiação ao Partido Socialista Brasileiro (PSB) e elegeu-se deputada federal, participando da Assembleia Nacional Constituinte, na elaboração da Constituição de 1988 e ainda foi uma das fundadoras do PSDB.
Nas eleições presidenciais de 1989, apoiou a candidatura de Leonel Brizola em primeiro turno e entrou para o Partido Democrático Trabalhista (PDT), chegando a vice-liderança da bancada e à presidência do diretório estadual. Reeleita em 1990, votou pelo impeachment de Fernando Collor, em 29 de setembro de 1992, mas não se reelegeu em 1994 e desde então afastou-se da política.